# 래글런 소매

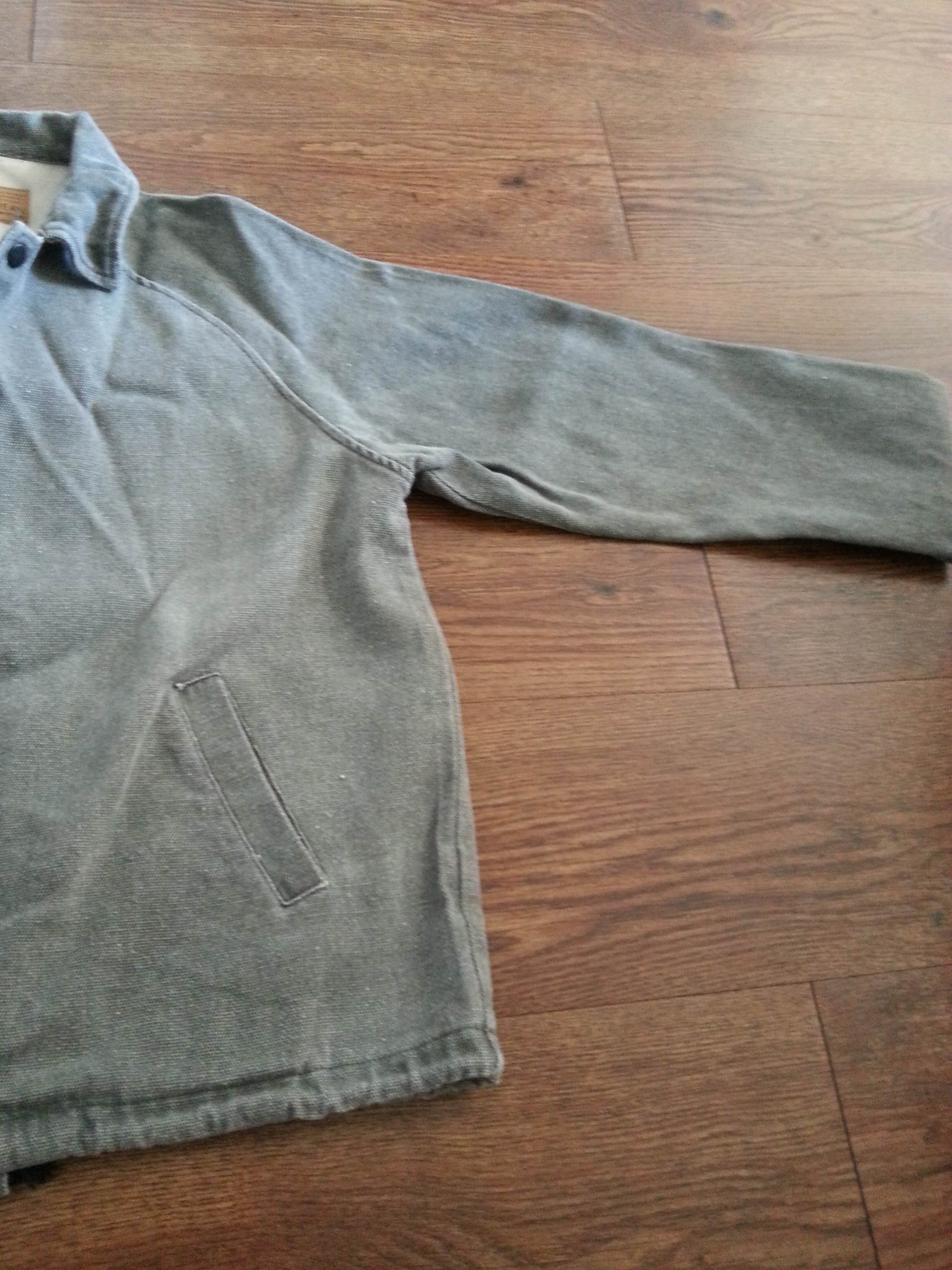
코치 자켓의 래글런 소매

래글런 소매(영어: raglan sleeve)는 옷의 어깨 부분과 소매 부분을 구분하는 선이 없는 소매로, 넥에서부터 손목을 감싸는 소매자락까지 한 줄의 박음질로 이뤄져있거나 어깨를 따로 달지 않고 깃에서 바로 소매로 이어지게 만든 것이다. 1857년 래글런 소매는 소매를 어깨 솔기와 함께 재봉하는 대신에 소매를 칼라와 함께 재봉하면서 처음 등장했다. 19세기 영국의 장군 래글런 남작이 고안한 것으로, 래글런 장군은 전장에서 오른팔을 잃고서 옷 상의의 착용시 보다 더 편리하게 직접 옷의 재단방법을 고안한 것으로 알려져있다. 레인코트나 슈트 따위에 이용되며 나그랑이라고도 불린다.
래글런 소매는 옷을 입었을 때 팔 동작을 원활하게 하는 효과가 있다.
인간의 팔의 기동범위는 180도이며 일상생활에서 움직이는 팔의 각도는 보통 90도 이내이다. 래글런 소매는 90도로 제작되어 일상생활에서 자유롭게 활동할 수 있다. 이때 래글런 소매는 소매가 몸통과 연결된 각도가 크면 클 수록 가동범위가 증가한다. 기동성 뿐만 아니라 심미성 또한 풍부하여 부드럽고 캐주얼한 느낌을 주며 낮거나 좁은 어깨를 시각적으로 보완해 주는 역할을 한다.

## 같이 보기
- 사파리 재킷
- 워크웨어